# FC Academia Élite

FC Academia Élite es un club de fútbol profesional venezolano que participa activamente en la tercera división, establecido en la ciudad de Mérida,  estado Mérida.

## Historia
Fundado en 2015, siendo socios internacionales de FC Bogotá Élite, inicia su transitar en la Tercera División de Venezuela en la segunda mitad de la temporada 2014-2015, tomando parte en el Grupo Occidental junto a otros 7 conjuntos. Finalizó el semestre sumando 18 unidades, ocupando la séptima posición de grupo. Para el  el incipiente cuadro merideño solamente compite en la primera mitad del torneo, junto a rivales como Unión Atlético Alto Apure, Atlético Turén y el también merideño Atlético Mérida FC; finaliza en la tercera casilla de su zona tras sumar 16 unidades, quedando solamente a 4 puntos de diferencia respecto a los 2 primeros de grupo, Zamora Fútbol Club B y Atlético Guanare.
Tras no haber competido en la segunda mitad del Adecuación 2015, el cuadro elitense no toma parte en la Tercera División Venezolana 2016, regresando la temporada siguiente, la Tercera División Venezolana 2017, donde, como parte de su pretemporada, disputó la Copa INDAFEF. Tomó parte en el Grupo Occidental II junto a rivales como Próceres FC, Universitarios de Barinas FC y el Deportivo Táchira B, una temporada de retorno a la categoría en la que logró sumar un total de 32 unidades, finalizando en la cuarta posición de la tabla acumulada de su zona. Para la Tercera División Venezolana 2018, el equipo merideño contó con el experimentado jugador Javier Villafraz en sus filas, y ya contando con Luis Cova como director técnico, formó parte el cuadro merideño del Grupo Occidental I, junto a Ilusión Naranja Fútbol Club, Independiente La Fría, Universitarios de Barinas FC, Atlético Rey y el debutante Alianza Monay FC, quien fuese amplio dominador de la zona; el cuadro dirigido por Cova logró obtener un total de 26 unidades a lo largo de la temporada.

### Otras Categorías
Aparte de incursionar en la tercera categoría del balompié venezolano, el equipo merideño también participa en los torneos juveniles de carácter interregional organizados por la FVF.

## Datos del club
- Temporadas en 1.ª División: 0
- Temporadas en 2.ª División: 0
- Temporadas en 3.ª División: 4 (2014-2015, (Adecuación 2015), 2017, 2018